# Hybristodryinus anomalus
Hybristodryinus anomalus (лат.) — ископаемый вид ос рода Hybristodryinus из семейства дрииниды (Dryinidae). Бирманский янтарь, меловой период (сеноманский век, около 99 млн лет). Мьянма.

## Описание
Мелкие хризидоидные осы. Длина 3,6 мм. От близких видов отличается лицом с длинной глубокой продольной бороздкой; задний край темени глубоко вырезан медиально. Нижнечелюстные щупики состоят из 6, а нижнегубные — из 3 члеников. У самцов мандибулы с четырьмя зубцами, а скапус усика много шире педицеля; переднее крыло с тремя ячейками, закрытыми пигментированными жилками (C, R и 1Cu). У самок этого рода на передних лапках есть клешня, предположительно для удерживания цикадок (Cicadomorpha, Fulgoroidea).
Вид был впервые описан в 2019 году палеоэнтомологами Евгением Перковским (Schmalhausen Institute of Zoology, Украина), Массимо Олми (Tropical Entomology Research Center, Viterbo, Италия), Патриком Мюллером (Германия) и Катериной Мартыновой (Киев).